# Blauet nan pitblau
El blauet nan pitblau (Ceyx cyanopectus) és una espècie d'ocell de la família dels alcedínids (Alcedinidae) que habita corrents fluvials a la selva de les Filipines, a excepció de les illes meridionales. Sovint considerat coespecífic del blauet nan becnegre.